# Mueang Nan (huyện)
Mueang Nan (tiếng Thái: เมืองน่าน) là huyện thủ phủ (Amphoe Mueang) thuộc tỉnh Nan, phía bắc Thái Lan.

## Lịch sử
Đơn vị này trước đây là Khwaeng Nakhon Nan, và đã được đổi thành huyện Mueang Nan vào năm 1914. Khun Yommana Nattikan là huyện trưởng đầu tiên.

## Địa lý
Các huyện giáp ranh (từ phía bắc theo chiều kim đồng hồ): Tha Wang Pha, Santi Suk, Phu Phiang, Wiang Sa, Ban Luang thuộc tỉnh Nan, Pong thuộc tỉnh Phayao.

## Hành chính
Huyện này được chia thành 11 phó huyện (tambon), các đơn vị này lại được chia ra thành 105 làng (muban). Nan là thị xã (thesaban mueang) và nằm trên toàn bộ tambon Nai Wiang. Có 10 Tổ chức hành chính tambon.
| STT | Tên           | Tên tiếng Thái | Số làng | Dân số |  |
| --- | ------------- | -------------- | ------- | ------ |  |
| 1.  | Nai Wiang     | ในเวียง         | -       | 20.413 |  |
| 2.  | Bo            | บ่อ             | 10      | 4.445  |  |
| 3.  | Pha Sing      | ผาสิงห์          | 8       | 5.826  |  |
| 4.  | Chaiya Sathan | ไชยสถาน        | 11      | 6.789  |  |
| 5.  | Thuem Tong    | ถืมตอง          | 8       | 3.391  |  |
| 6.  | Rueang        | เรือง           | 8       | 4.485  |  |
| 7.  | Na Sao        | นาซาว          | 6       | 3.593  |  |
| 8.  | Du Tai        | ดู่ใต้            | 14      | 8.106  |  |
| 9.  | Kong Khwai    | กองควาย        | 12      | 5.690  |  |
| 16. | Suak          | สวก            | 13      | 6.616  |  |
| 17. | Sanian        | สะเนียน         | 15      | 11.923 |  |

Các con số mất là tambon nay tạo thành huyện Phu Phiang.